# Carlos Briseño Arch
Carlos Briseño Arch (Ciudad de México, 4 de julio de 1960) es un sacerdote agustino recoleto y obispo mexicano, que actualmente se desempeña como obispo de Veracruz. 
Anteriormente fue Obispo auxiliar de la Arquidiócesis de México desde el 20 de mayo de 2006 siéndole asignada la Primera Vicaria Episcopal Santa María de Guadalupe,  en Azcapotzalco y Gustavo a. A Madero y su ordenación de manos del Arzobispo Primado de México Don Norberto Rivera Cardenal en la Insigne y Nacional Basílica de Guadalupe , su toma de posesión en el día de San Pedro y San Pablo en la sede litúrgica de la parroquia de los Santos Apóstoles Felipe y Santiago de  la delegación Azcapotzalco.

## Biografía

### Primeros años y formación
Nació en la Ciudad de México el 4 de julio de 1960.  
Ingresó en el Seminario menor de los agustinos recoletos y más tarde fue enviado a estudiar el noviciado en Marcilla (Navarra) España. Ahí profesó votos perpetuos el 13 de octubre de 1985.  
El 27 de septiembre de 1986 fue ordenado sacerdote en  Querétaro.  
En 1996 terminó su doctorado en Teología Espiritual en la Universidad Pontificia Gregoriana de Roma. 

### Sacerdocio
Se desempeñó como vicario parroquial en la Diócesis de Ciudad Madera, Chihuahua de 1986 a 1988. 
Fue promotor vocacional de la orden de los agustinos de 1988 a 1994 en la Ciudad de México. 
Fue párroco de la Iglesia de Nuestra Señora de Guadalupe de los Hospitales, en la colonia de los Doctores.  
Fue vicario parroquial en la Iglesia de Santa Mónica y superior del seminario San Pío X en Querétaro.

## Episcopado
El papa Benedicto XVI lo nombró obispo auxiliar de la Arquidiócesis de México el 20 de mayo de 2006 siendo ordenado un mes después el 17 de junio de 2006. Le fue concedida la sede de Trecalae como obispo.
El papa Francisco lo nombró obispo titular de la diócesis de Veracruz el 12 de noviembre de 2018.